# Садовое (Новоушицкий район)
Садовое (укр. Садове) — село в Новоушицком районе Хмельницкой области Украины.
Население по переписи 2001 года составляло 226 человек. Почтовый индекс — 32642. Телефонный код — 3847. Занимает площадь 1,178 км². Код КОАТУУ — 6823380503.

## Местный совет
32642, Хмельницкая обл., Новоушицкий р-н, с. Барсуки